# Xian de Nanhe
Pour les articles homonymes, voir Nanhe.
Le xian de Nanhe (南和县 ; pinyin : Nánhé Xiàn) est un district administratif de la province du Hebei en Chine. Il est placé sous la juridiction de la ville-préfecture de Xingtai.

## Démographie
La population du district était de 303 676 habitants en 1999.